# Difensore dei diritti umani
Difensore dei diritti umani è un termine utilizzato per descrivere una persona che, individualmente o insieme ad altre, agisce per promuovere o proteggere i diritti umani. I difensori dei diritti umani ((EN) Human Rights Defenders) sono quelle donne e quegli uomini che agiscono pacificamente per la promozione e la protezione di questi diritti.

## Dichiarazione sui difensori dei diritti umani
Le Nazioni Unite, il 9 dicembre 1998, hanno adottato la Dichiarazione sui diritti e le responsabilità degli individui, dei gruppi e delle istituzioni sociali per promuovere e proteggere i diritti umani e le libertà fondamentali universalmente riconosciuti. Questa segna un traguardo storico nella lotta per una migliore tutela di coloro a rischio di conduzione di attività legittime a favore dei diritti umani, ed è il primo strumento dell'ONU che riconosce l'importanza e la legittimità del lavoro dei difensori dei diritti umani, così come il loro bisogno di avere una protezione migliore.

## Premi per i difensori dei diritti umani
- Il  premio Martin Ennals, una collaborazione tra ONG per i diritti umani. Martin Ennals fu un leggendario difensore dei diritti umani. I vincitori del premio sono:  Akbar Ganji, Arnold Tsunga, Aktham Naisse, Lida Yusupova, Alirio Uribe Muñoz, Jacqueline Moudeina, Peace Brigades International, Immaculée Birhaheka, Natasha Kandic, il Dott. Eyad El Sarraj, il vescovo Samuel Ruiz García, Clement Nwankwo, Asma Jahangir e Harry Wu.[1] Il suo segretariato si trova all'ufficio dell'Organizzazione mondiale contro la tortura (OMCT) a Ginevra.
- L'Human Rights Defender Award è la più alta onorificenza di Human Rights Watch.